# هاكر إيرث
هاكر إيرث (بالإنجليزية: HackerEarth)‏ هي شركة برمجيات هندية يقع مقرها الرئيسي في سان فرانسيسكو، الولايات المتحدة، وتوفر البرامج التي تساعد المؤسسات في تلبية احتياجات التوظيف التقنية، يقع المقر الرئيسي للشركة في سان فرانسيسكو، كاليفورنيا، الولايات المتحدة الأمريكية بالإضافة إلى مكاتبها في الهند والصين.
تستخدم المنظمات هاكر إيرث لتقييم المهارات الفنية ومقابلات الفيديو عن بعد.
بالإضافة إلى ذلك، تمتلك هاكر إيرث أيضًا مجتمعًا ومنذ البداية قامت ببناء قاعدة من 4 ملايين + مطور في المجتمع، تشتهر هاكر إيرث بأنها أجرت 1000+ هاكاثون وأكثر من 10000 تحدي برمجي حتى الآن.
جمعت الشركة 11.5 مليون دولار من التمويل على مدى ثلاث جولات، حاليًا يستخدم أكثر من 750 عميلًا حول العالم منصة تقييمات الترميز التقنية الخاصة بهم

## السنوات المبكرة
تأسست في نوفمبر 2012.
أطلقت الشركة المنتج في فبراير 2013. بعد ذلك بعامين، أطلقت هاكر إيرث برنامج إدارة الابتكار الخاص بها؛ تم إصدار نسخة مطورة في أوائل عام 2018.
النمو والتمويل
في عام 2012، كانت الشركة الناشئة جزءًا من الدفعة الأولى من GSF Accelerator.
في فبراير 2017، جمعت الشركة التي يقع مقرها في بنغالور وكاليفورنيا 4.5 مليون دولار في جولة من السلسلة الأولى بقيادة DHI Group In.
في ديسمبر من عام 2018، حصلت هاكر إيرث على الجولة التالية من التمويل، بقيمة إجمالية قدرها 6.5 مليون دولار.
جمعت هاكر إيرث ما مجموعه 11500000 دولار في التمويل على ثلاث جولات.

## المنتجات والخدمات

### تقييمات هاكر إيرث
تقييمات هاكر إيرث هي عبارة عن نظام أساسي لتقييم الترميز معتمد من المنظمة الدولية للمعايير يساعد المؤسسات على توظيف المطورين باستخدام اختبارات الترميز التقني المؤتمتة، تقوم منصة التقييم التقني المملوكة للملكية بفحص المواهب الفنية من خلال التقييم والتحليلات القائمة على المهارات. تستخدم الشركات أيضًا المنتج في التوظيف الجانبي والتوظيف الجامعي.

### كود الوجه
فيسبوك هو برنامج مقابلات فيديو من هاكر إيرث لتوظيف المطورين. لديه برمجة زوجية متقدمة وميزات مراقبة تساعد الشركات على إجراء مقابلات مع المطورين.

### حلول التوظيف عن بعد
تساعد هاكر إيرث المؤسسات في الحصول على أفضل المواهب التقنية وتقييمها وإجراء مقابلات معها وتوظيفها من أي مكان لجميع أدوار المطورين.

### مسابقات
تتضمن مسابقات هاكر إيرث الهاكاثون وتحديات البرمجة ومسابقات الترميز للمطورين والشركات.

### الممارسات
تقدم ممارسة هاكر إيرث دروسًا في البرمجة (هياكل البيانات، والخوارزميات، والرياضيات، وبايثون، والتعلم الآلي، وما إلى ذلك) وممارسة المشكلات للمطورين لصقل مهاراتهم وعرض ملفاتهم الشخصية.

### سفير الطالب هاكر إيرث
برنامج سفير جامعة هاكر إيرث هو عبارة عن منصة للطلاب لتشغيل نادي البرمجة في جامعتهم.

## الجوائز
- وصلت هاكر إيرث إلى المرحلة النهائية في مسابقة Seedstars World للشركات الناشئة التي عقدت في جنيف في فبراير 2014.[13]
- فازت هاكر إيرث بمسابقة الهند الإقليمية لـ Seedstars، والتي تضم أكثر من 50 شركة ناشئة مدرجة في القائمة المختصرة.[14]
- ظهرت هاكر إيرث على قائمة ناسكوم [الإنجليزية] في عام 2015.[15]
- ظهر ساشين غوبتا [الإنجليزية] في قائمة فوربس 30 تحت 30 آسيا (تكنولوجيا المؤسسة) لعام 2016.[16]
- اختارت بيزنس إنسايدر هاكر إيرث كواحدة من أهم الشركات الناشئة في عام 2017،[17] وجد المستثمرون أن قيمة الشركة بلغت 10.2 مرة في عام 2017 مقارنة بالتقييم السابق.
- في أبريل 2020، تم اعتماد هاكر إيرث كمكان رائع للعمل من Great Place to Work Institute.[18]

## النقد
لا تسمح هاكر إيرث بحذف الحسابات، فمن الممكن فقط «إلغاء تنشيط» الحسابات.

## وصلات خارجية
الموقع الرسمي